# San Antonio de Benagéber
San Antonio de Benagéber är en kommun i Spanien.   Den ligger i provinsen Província de València och regionen Valencia, i den östra delen av landet, 290 km öster om huvudstaden Madrid. Antalet invånare är 7 104. Arean är 8,7 kvadratkilometer. San Antonio de Benagéber gränsar till Bétera, L'Eliana, Paterna och La Pobla de Vallbona. 
Terrängen i San Antonio de Benagéber är platt.